# Collège Anne-de-Beaujeu
 (mars 2025).
Motif : notoriété encyclopédique non démontrée. Absence totale de sources secondaires de qualité, indépendantes et pérenne permettant de mesurer un notoriété particulière. Un collège parmi des milliers d'autres... rien de plus
- Archive Wikiwix
- Bing
- Cairn
- DuckDuckGo
- E. Universalis
- Gallica
- Google
- G. Books
- G. News
- G. Scholar
- Persée
- Qwant
- (zh) Baidu
- (ru) Yandex
- (wd) trouver des œuvres sur Wikidata

| 1. | Préciser le motif de la pose du bandeau. | Précisez le motif de la pose du bandeau en utilisant la syntaxe suivante : {{admissibilité à vérifier\|date=mars 2025\|motif=remplacez ce texte par le motif}}                               |
| 2. | Informer les utilisateurs concernés.     | Pensez à avertir le créateur de l'article, par exemple, en insérant le code ci-dessous sur sa page de discussion : {{subst:avertissement admissibilité à vérifier\|Collège Anne-de-Beaujeu}} |

Le collège Anne-de-Beaujeu est un établissement scolaire publique situé à Moulins (Allier). 

## Histoire
Le lycée de jeunes filles Anne-de-Beaujeu est fondé le 4 septembre 1883 par décret du Président de la République Jules Grévy. La construction du bâtiment commence le 6 octobre 1888, et celui-ci accueille les élèves dès le 1er octobre 1891.L'association des anciennes élèves du Lycée de Jeunes filles de Moulins est fondée dès le 27 février 1896.
Le lycée est réquisitionné par l'armée pendant la Première Guerre mondiale, est occupé par l'armée allemande pendant la Seconde Guerre mondiale. 
Le lycée devient mixte en 1962. 

## Classes et options
Le collège comporte cinq classes de sixième, six classes de cinquième, cinq classes de quatrième, cinq classes de troisième, une classe d'ULIS (unité localisée pour l'inclusion scolaire), ainsi qu'une classe UPE2A (Unité pédagogique pour élèves allophones arrivants).
Les langues proposées sont l'anglais en LV1, l'allemand, l'italien et l'espagnol en LV2. Les élèves peuvent également étudier le latin et le grec. Le collège propose des sections Euro Italien et Euro Anglais. 
On trouve les options suivantes : une section féminine de football, une section mixte de triathlon (nouvelle option en 2024), une section EDD (Education au développement durable), une section OMES (Ouverture sur le Monde Economique et Social), et une quatrième expérimentale, une classe qui sensibilisé les élèves à l'art sous toutes ses formes. Il y a aussi un atelier théâtre, une chorale, un orchestre et des ateliers couture et décor.
A la rentrée 2024-25 est créée une section Triathlon.